# Модифікована ньютонівська динаміка
Модифікована ньютонівська динаміка (МОНД, англ. MOND) — фізична теорія, альтернативна теорія гравітації, що пропонує зміну в законах Ньютона задля вирішення проблеми обертання галактик без залучення темної матерії. МОНД пояснює залежність Таллі-Фішера -- спостережуване співвідношення між світністю галактики (яка грубо пропорційна її масі) та швидкістю обертання зір на її периферії, яка є незалежною від відстані до її центру. З 1983 року МОНД зробила немало незвіданих передбачень, які згодом були підтверджені, починаючи зі співвідношення радіального прискорення (англ. radial acceleration relation, RAR), продовжуючи вертикальною кінематикою у Чумацькому Шляху, і аж до відношення амплітуд перших двох піків спектру реліктового випромінювання у її релятивістських формулюваннях. У сучасних дослідженнях галактичної динаміки використовується її Лаґранжеве формулювання AQUAL, а у космологічних дослідженнях vHDM -- релятивістське узагальнення МОНД з включенням стерильних нейтрино масою 11 еВ. Додавання гіпотетичних стерильних нейтрино з масою 11 еВ дозволяє усунути обидві головні проблеми МОНД: нестачі маси у галактичних скупченнях та припасування теорії до третього і подальших піків спектру реліктового випромінювання.

## Перше формулювання
MOND була запропонована Мордехаєм Мілґромом (англ. Mordehai Milgrom) у 1983 році для того, щоб змоделювати спостережувану сталість у швидкості обертання зір на периферії галактики. Мілгром зауважив, що ньютонівська гравітація досліджена і підкріплена лише для відносно великих прискорень, і припустив, що для малих прискорень закон всесвітнього тяжіння Ньютона може не працювати. Згідно з передбаченнями Ньютонівської механіки та ЗТВ, швидкість обертання зір у галактиці має спадати з їхньою відстанню від її надмасивного центру, проте спостереження показують сталість цієї швидкості починаючи з певної відстані від центру. Зміна у законах Ньютона, запропонована Мілґромом, полягала у заміні другого закону Ньютона:
{\displaystyle {\vec {F}}=m{\vec {a}}}
На наступне формулювання:
{\displaystyle {\vec {F}}=m{\vec {a}}f\left({\frac {a}{a_{0}}}\right)}
де функція {\displaystyle f(x)} має наступну асимптотичну поведінку:
{\displaystyle f(x)={\begin{cases}1,x\gg 1\\x,x\ll 1\end{cases}}}
a {\displaystyle a_{0}=1.2\cdot 10^{-10}} м/с^2 -- фундаментальний масштаб прискорення у МОНД. Для малих прискорень, {\displaystyle a\ll a_{0}}, рівняння руху під впливом гравітації точки з масою {\displaystyle M} можна переписати наступним чином:
{\displaystyle G{\frac {Mm}{r^{2}}}=m{\frac {a^{2}}{a_{0}}}\Rightarrow a={\frac {\sqrt {GMa_{0}}}{r}}}
Використовуючи вираз для радіального прискорення з кінематики, можна отримати:
{\displaystyle a={\frac {v^{2}}{r}}={\frac {\sqrt {GMa_{0}}}{r}}\Rightarrow v={\sqrt[{4}]{GMa_{0}}}}
Що призводить до виразу для швидкості, який не залежить від відстані до центру {\displaystyle r}. Звідси можна отримати співвідношення між швидкістю зір на периферії та видимою масою галактики:
{\displaystyle M\sim v^{4}}
Що співпадає зі ступенем у залежності Таллі-Фішера.